# Окружни привредни судови Републике Српске
Окружни привредни судови Републике Српске су првостепени судови за одлучивање о привредним споровима у Републици Српској.
Суде на подручјима које покривају окружни судови.

## Надлежности
Окружни привредни судови у првом степену одлучују:
- у парничним и ванпарничним споровима који се односе на права и обавезе по основу правног промета робе, услуга, вриједносних папира, власничких и других стварних права на некретнинама, као и на права и обавезе проистекле из вриједносних папира, у којима су обје странке у поступку правно или физичко лице, које у својству самосталног предузетника и у другом својству обавља привредну или другу регистровану дјелатност у виду основног или допунског занимања;
- у споровима који се односе на бродове и на пловидбу на мору и на унтрашњим водама, као и у споровима на које се примјењује пловидбено право, осим спорова о превозу путника;
- у споровима који се односе на авионе, као и у споровима на које се примјењује ваздухопловно право, осим спорова о превозу путника;
- у споровима из ауторског права, сродних права и права индустријске својине;
- у споровима насталим поводом дјела за које се тврди да представљају нелојалну конкуренцију или монополистички споразум;
- у поступцима стечаја и ликвидације, у складу са законом, као и свим споровима који настану у току и поводом споровођења поступка стечаја и ликвидације;
- у пословима регистрације правних лица или самосталних предузетника уређених Законом о упису пословних субјеката у судски регистар;
- о спровођењу извршног поступка по правоснажним пресудама привредних судова;
- о одређивању мјера обезбјеђења;
- о пружању правне помоћи судовима у Републици Српској и Босни и Херцеговини из своје надлежности;
- о вршењу послова међународне правне помоћи из своје надлежности;
- о споровима који настану страним улагањем;
- о вршењу и других послова уређених законом.

## Организација
Организација окружног привредног суда се утврђује Правилником о унутрашњој организацији и систематизацији радних мјеста, а доноси га предсједник окружног привредног суда.
Све судије именује Високи судски и тужилачки савјет Босне и Херцеговине.
У оквиру окружних привредних судова послује и Регистар привредних/пословних субјеката као једна од организационих јединица ове институције. Предмет рада судског регистра јесте поступање по судско-регистарским предметима који се односе се на вођење евиденције о правним лицима — субјектима уписа, од њиховог конституисања — оснивања, до окончања њиховог постојања — брисања из судског регистра.